# 5 Brygada Artylerii Polowej (austro-węgierska)
5 Brygada Artylerii Polowej (5. Art.-Brig., 5. FABrig.) – brygada artylerii polowej cesarskiej i królewskiej Armii.
W 1914 roku komenda brygady mieściła się w Bratysławie (niem. Pressburg, węg. Pozsony) na terytorium 5 Korpusu.
Organizacja pokojowa brygady w 1914 roku:
- Pułk Armat Polowych Nr 13,
- Pułk Armat Polowych Nr 14,
- Pułk Armat Polowych Nr 15,
- Pułk Haubic Polowych Nr 5,
- Dywizjon Ciężkich Haubic Nr 5,
- Dywizjon Artylerii Konnej Nr 5[1].

## Komendanci brygady
- GM Heinrich Ströhr (1914[1])